# Hirvli
Koordinaten: 59° 26′ N, 25° 33′ O
Hirvli (deutsch Hirwli) ist ein Dorf (estnisch küla) in der Landgemeinde Kuusalu (Kuusalu vald). Es liegt im Kreis Harju (Harrien).

## Beschreibung und Geschichte
Der Ort wurde erstmals 1241 unter dem Namen Irmari urkundlich erwähnt. Das Dorf hat heute 91 Einwohner (Stand 2012). Die Fläche beträgt 1151,41 Hektar.
Nach der deutschen Besetzung Estlands betrieben die kommunistischen Politiker Neeme Ruus und Oskar Cher auf dem zu Hirvli gehörenden Bauernhof Paju eine illegale Druckerei und eine Sendestation. Sie wurden jedoch aufgespürt, am 12. September 1941 verhaftet und von den Deutschen Anfang Juni 1942 in Tallinn hingerichtet.